# Сан-Чипірелло
Сан-Чипірелло (італ. San Cipirello, сиц. San Ciupirreddu) — муніципалітет в Італії, у регіоні Сицилія,  метрополійне місто Палермо.
Сан-Чипірелло розташований на відстані близько 440 км на південь від Рима, 23 км на південний захід від Палермо.
Населення — 5409 осіб (2014).

## Демографія
Населення за роками:

Станом на 1 січня 2023 року в муніципалітеті офіційно проживали 122 іноземці з 14 країн, серед них 68 громадян країн Євросоюзу.

## Сусідні муніципалітети
- Монреале
- Сан-Джузеппе-Ято